# Bučina pod Františkovou myslivnou
Bučina pod Františkovou myslivnou je přírodní rezervace východně od obce Loučná nad Desnou v okrese Šumperk. Oblast spravuje AOPK ČR Správa CHKO Jeseníky. Důvodem ochrany je zbytek původního bukového pralesa s javorem (Acer) na suťovém terénu.